# Kiang-Tsi

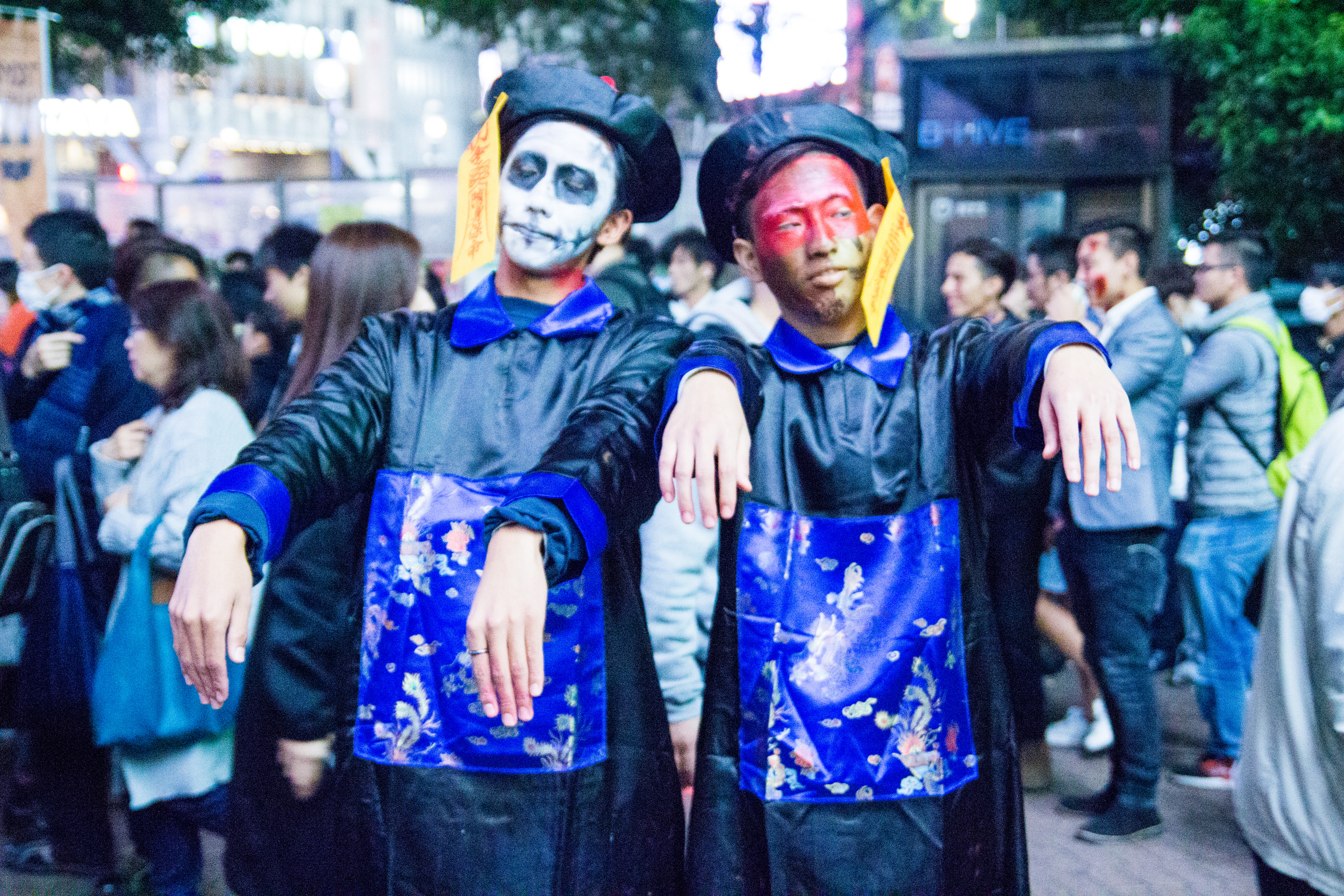
Två personer utklädda som Kiang-Tsi

Kiang-Tsi är en vampyr som dyker upp i kinesiska skräckhistorier. Han hade långa naglar och långt vitt hår. Om han inte fick blod på ett tag stelnade han och var tvungen att hoppa fram som en boll. 